# سیارک ۲۵۷۲۷
سیارک ۲۵۷۲۷ (به انگلیسی: 25727 Karsonmiller، نامگذاری:2000AN182)۲۵۷۲۷مین سیارک کشف شده‌است که در ۰۷ ژانویه ۲۰۰۰ کشف شد.